# Pterunciola spinipes
Pterunciola spinipes är en kräftdjursart som beskrevs av Just 1977. Pterunciola spinipes ingår i släktet Pterunciola och familjen Aoridae. Inga underarter finns listade i Catalogue of Life.